# Линнумяэ, Тармо
Тармо Линнумяэ (эст. Tarmo Linnumäe; 11 ноября 1971, Тарту) — эстонский футболист, полузащитник (также играл на позициях защитника и нападающего). Выступал за национальную сборную Эстонии.

## Биография

### Клубная карьера
Начал заниматься футболом в Тарту, первый тренер — Аво Яковитс. В 16-летнем возрасте начал выступать на взрослом уровне в составе «Калева» (Тарту) в первенстве Эстонской ССР среди коллективов физкультуры. В 1988 году перешёл в таллинский «Спорт», в его составе сыграл три матча во второй лиге СССР, а в 1990 году выступал в Балтийской лиге. В 1991 году провёл три матча в четвёртом дивизионе Швеции в составе «Елливаре».
С 1992 года выступал в независимом чемпионате Эстонии за «Флору». В её составе провёл пять сезонов, стал двукратным чемпионом и призёром чемпионата страны, обладателем Кубка Эстонии.
В сезоне 1997 года играл в одном из низших дивизионов Финляндии. Вернувшись в Эстонию, выступал за «Таллинна Садам», в его составе дважды завоёвывал серебряные медали чемпионата страны. В 1999 году завершил профессиональную карьеру, затем ещё около десяти лет играл на любительском уровне за клубы низших дивизионов Эстонии и Финляндии.
Всего в высшем дивизионе Эстонии сыграл 110 матчей и забил 16 голов.
В сезоне 2006/07 выступал в футзале, стал бронзовым призёром чемпионата Эстонии.

### Карьера в сборной
Дебютировал в национальной сборной Эстонии 3 июня 1992 года, в первом официальном матче после восстановления независимости, против команды Словении. Последний матч провёл 24 апреля 1996 года против сборной Исландии. Всего сыграл 29 матчей за сборную, голов не забивал.

## Достижения
- Чемпион Эстонии (2): 1993/94, 1994/95
- Серебряный призёр чемпионата Эстонии (4): 1992/93, 1995/96, 1997/98, 1998
- Обладатель Кубка Эстонии (1): 1995